# Bernhard (książę holenderski)
Bernhard, książę Niderlandów (ur. 29 czerwca 1911 w Jenie, zm. 1 grudnia 2004 w Utrechcie) – niemiecki arystokrata, mąż królowej Holandii Juliany. Ojciec królowej Beatrycze.

## Młodość
Urodził się jako Bernhard Leopold Friedrich Eberhard Julius Curt Karl Gottfried Peter zu Lippe-Biesterfeld, syn księcia Bernharda zur Lippe (młodszego brata panującego ówcześnie księcia Lippe w północnej Nadrenii-Westfalii) i baronessy Armgard von Sierstorpff-Cramm. Małżeństwo rodziców nie spełniało wymogów dworu panującego Lippe, w związku z czym nowo narodzony członek rodu otrzymał jedynie tytuł hrabiowski. Wkrótce (jeszcze w 1911) panujący książę Lippe Leopold IV nadał mu tytuł księcia zur Lippe-Biesterfield.
W wyniku I wojny światowej ród utracił panowanie w księstwie. Książę Bernhard spędził młode lata w pruskiej Prowincji Poznańskiej, później Marchii Granicznej Poznańsko-Zachodniopruskiej, w dobrach rodzinnych Reckenwalde w Nowej Marchii, obecnie Wojnowo koło Sulechowa (Züllichau) w Polsce. Tam też zdobył podstawowe wykształcenie; gimnazjum ukończył w Berlinie w 1929 r. Studiował prawo na uniwersytetach w Lozannie (Szwajcaria) i Berlinie. Prowadził rozrywkowy tryb życia, był znany jako miłośnik szybkich samochodów, jazdy konnej i wypraw myśliwskich safari.
W okresie dochodzenia do władzy Hitlera odbywał służbę wojskową jako pilot i podjął później pracę w przedsiębiorstwie chemicznym IG Farben. Jego młodszy brat Aschwin publicznie poparł politykę Hitlera i NSDAP. On sam – co ujawniono w 1941 i potwierdzają to odtajnione w 2010 roku dokumenty – był członkiem konnej SS. W połowie lat 30. książę Bernhard – protestant, pochodzący z rodu książęcego – został zaakceptowany przez królową Holandii Wilhelminę jako kandydat na męża jej córki Juliany, następczyni tronu. Wybór ten wzbudził w Holandii kontrowersje, przyszły mąż Juliany uchodził za zwolennika polityki niemieckiej, która groziła wybuchem wojny na skalę europejską. W czasie spotkania z Bernhardem Hitler wskazywał na szanse sojuszu niemiecko-holenderskiego, którego osoba księcia miała być gwarantem.

## Małżeństwo i działalność powojenna

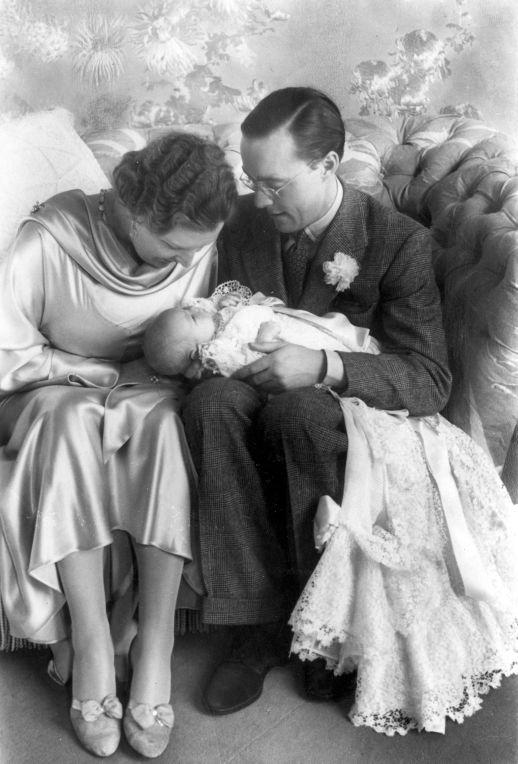
Książę Bernhard z żoną Julianą i córką Beatrycze (księżną, późniejszą królową Holandii)

Małżeństwo Bernarda i Juliany zostało zawarte 7 stycznia 1937 w Hadze. Po ślubie młoda para udała się w podróż poślubną do Polski, przebywając m.in. w Krakowie, Krynicy i w Nawojowej. Po wybuchu wojny swoimi działaniami ks. Bernard zyskał uznanie Holendrów. Wspomagał rodzinę królewską w wyjeździe do Anglii po ataku niemieckim, wysłał następnie żonę z dziećmi do Kanady. Sam pozostał w Anglii, gdzie służył jako pilot (nie zaakceptowano jego oferty pracy w wywiadzie), wspierał holenderski ruch oporu w kraju oraz był osobistym sekretarzem królowej Wilhelminy. W 1944 został naczelnym dowódcą wojsk holenderskich, rok później wraz z rodziną powrócił do Holandii. Uczestniczył w rozmowach kapitulacyjnych w maju 1945.
Po wojnie pozostał w służbie wojskowej, pełniąc m.in. funkcję szefa połączonych sztabów. Pracował także w organizacjach międzynarodowych i miał opinię gospodarczego ambasadora Holandii. W 1948, po abdykacji matki, na tron holenderski wstąpiła jego żona Juliana.
Był inicjatorem tzw. Grupy Bilderberg, forum debat liderów intelektualnych i gospodarczych Europy Zachodniej; na spotkaniach Grupy padła m.in. inicjatywa powołania Unii Europejskiej. W 1961 książę Bernhard współtworzył fundację ochrony środowiska World Wildlife Fund.
Odegrał znaczącą rolę w uznaniu zasług 1.SBS i gen. Stanisława Sosabowskiego dla wyzwalania Holandii. Wbrew naciskom brytyjskim i stanowisku holenderskiego ministerstwa obrony, wspierał inicjatywę mieszkańców gmin, o które walczyli Polacy, i wolę królowej w sprawie odznaczenia Polaków holenderskimi orderami.

## Skandale
Był bohaterem kilku skandali gospodarczych i obyczajowych, przede wszystkim afery Lockheed; w 1976 ujawniono, że miał przyjąć od amerykańskiej korporacji lotniczej milion dolarów łapówki w zamian za wspieranie działalności firmy w Holandii. Afera Lockheed zatoczyła szerokie kręgi i sięgała m.in. nieuczciwej współpracy z rządem argentyńskim Juana Perona. Inny zarzut wobec księcia i jego działalności wysunął Nelson Mandela; domagał się on wyjaśnienia roli funduszu World Wildlife Fund w Południowej Afryce, zarzucając współfinansowanie reżimu apartheidu.
Do skandali politycznych i gospodarczych należy dodać obyczajowe. Książę Bernhard był ojcem dwóch nieślubnych córek, jednej w Paryżu, drugiej w USA.

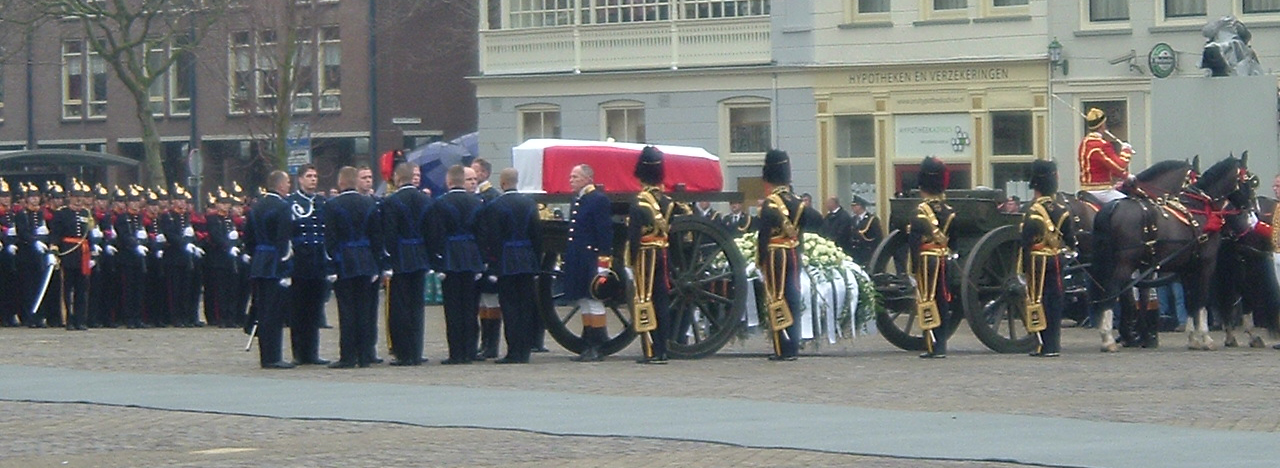
Uroczystość pogrzebowa księcia Bernharda, Nowy Kościół, Delft, 2004

Książę Bernhard zmarł po chorobie nowotworowej, 1 grudnia 2004, pół roku po śmierci żony.

## Potomstwo
Z małżeństwa z królową Julianą, która abdykowała w 1980, urodziły się cztery córki:
- Beatrix Wilhelmina Armgard (ur. 31 stycznia 1938), od 1980 do 2013 królowa Holandii.
- Irene Emma Elisabeth (ur. 5 sierpnia 1939), żona Karola Hugona Parmeńskiego.
- Margriet (Małgorzata) Francisca (ur. 19 stycznia 1943), żona Pietera van Vollenhoven.
- Marijke (Maria) Christina (ur. 18 lutego 1947), żona Jorge Pérez y Guillermo.